# Atari ST

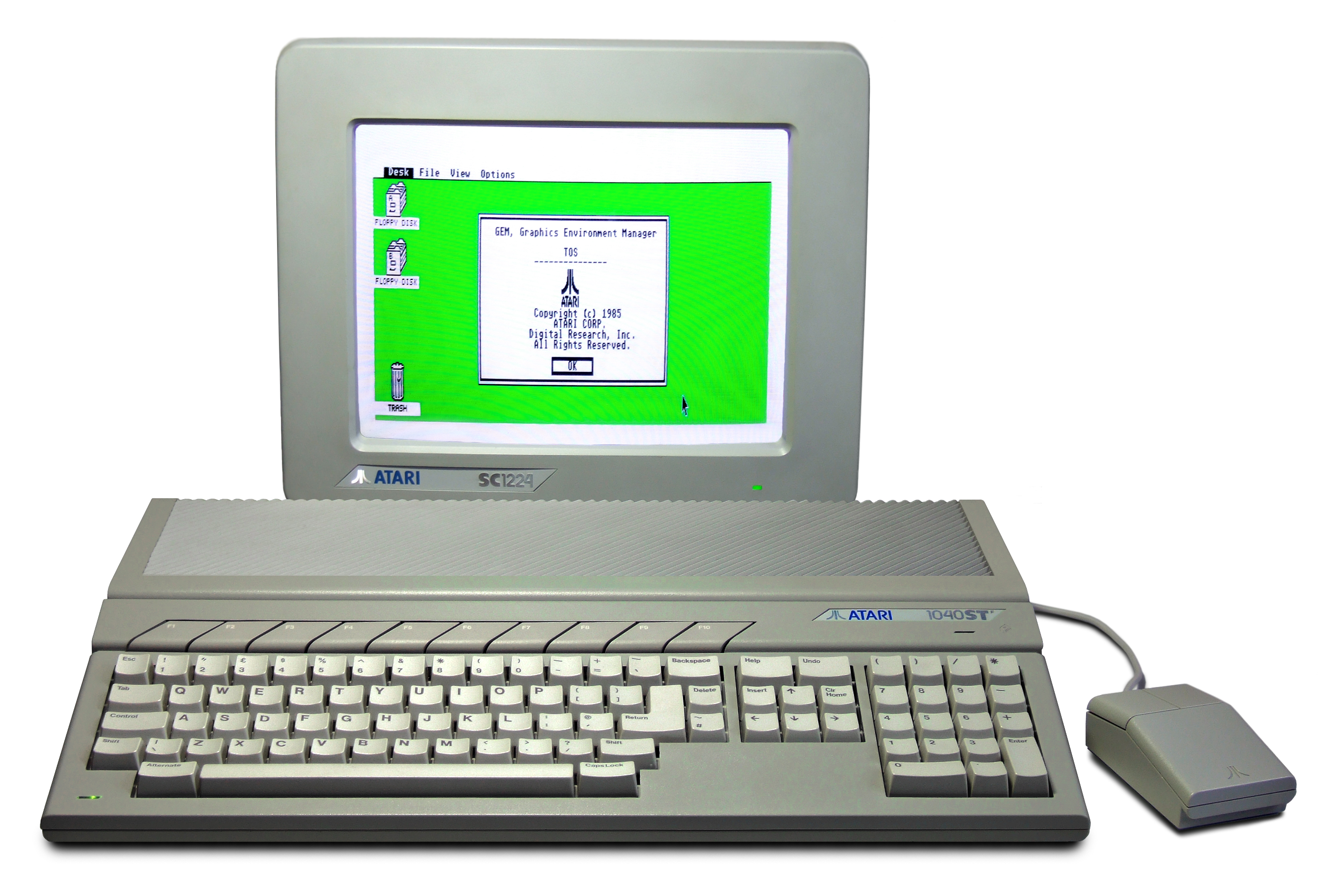
Atari ST

Atari STは1985年にATARIが販売したホームコンピューターである。
1985年から1990年代初期にかけて北米で広く普及した。STは公式には"Sixteen/Thirty-two"の頭文字。モトローラ68000の16bit外部バスと32ビット内部バスを意味している。

## 概要
モトローラのMPUであるMC68000をベースにしたパソコンであり、512KB以上のメモリと3.5インチフロッピーディスクを搭載。同様に68000を搭載していたアップル社のMacintoshやコモドールのAmigaに似たアーキテクチャを持つ。MacintoshはGUIを広く普及させた初めてのパソコンであるが、当時はまだ小さなモノクロの内蔵モニタしか利用できなかった。一方STはビットマップカラーのGUIを世界で初めて搭載した。Shiraz Shivjiが設計した革新的なワンチップのグラフィックサブシステムは、初期のBBCマイクロや現在広く利用されている共有メモリシステムのように、CPUとクロックサイクル毎に交互にアクセスする方式を採用しており、システムメモリの全領域を共有できる。またMIDIをパソコンとして初めて標準でサポートした。
STの主な競合製品はアップルのMacintoshとコモドールのAmigaだった。ユーザーの間でプラットフォームの競争が発生し、特にメガデモについては特に活発だった。Amigaのカスタムプロセッサはゲームとビデオの市場で最先端と言われていたが、STは一般的に、安く、CPUが若干早く、ハイレゾのモノクロディスプレイに対応し、ビジネスやCADに理想的と言われていた。MIDIポートを標準で搭載していたため、タンジェリン・ドリームや90年代のイギリスのダンスミュージックを代表する808 Stateのようなバンドがコンサートで使用し、アマチュアかプロかを問わずミュージックシーケンサーや楽器のコントローラーとして成功した。一部の国、特にドイツでは、CADやDTPのための個人事業主用マシンとして確固たる地位を築いていた。
STは後のAtari TTやAtari Falconに世代を引き継いだ。
Atariがコンピュータ市場から撤退したことにより、TOSベースの互換機市場が出現した。多くのレトロコンピュータと同様にAtariはエミュレータを快くサポートしている。

## 歴史

### トラメルテクノロジー
コモドールの創設者であるJack Tramielは彼の息子をコモドールの幹部社員に就任させることを希望したため、コモドールの会長であり筆頭株主であるIrving Gouldと対立し、Tramielは1984年1月にコモドールを追われる結果となった。
Tramielはすぐに持株会社Tramel Technology, Ltd.を設立し、買収目的で様々な米国のコンピュータ関連企業を訪問した。Tramielは、元Atariのコンピュータ部門の部長だったRoger Badersherが設立したMindsetを訪問し、また「Amigaのスタッフには興味がないがチップセットには非常に興味があった」とAmigaのスタッフに発言していたはずのAmigaも訪問した。新しい低コストでハイエンドなコンピューターシステムを開発する業務のチーフエンジニアとしてTramielはShiraz Shivjiを抜擢した。元々はNS32032の採用を想定していたが、ナショナル セミコンダクターの都合により商品の販売に必要な数量と価格でチップを供給できなかった。16/32ビットの68000より低速なNS32032でプロトタイプを開発していたことが結果的には幸いした。
コードネーム"RBP"（Rock Bottom Price — 底値）プロジェクトは1984年4月から7月の間に設計を開始した。これは出荷版のSTとほぼ同じものだった。カスタムチップと市販パーツを組み合わせて設計されており、集積度の高い単一の基板であり、標準およびカスタムポートを全て備えていた。

### Amigaとの提携
Atariのコンピュータ部門はSTが世に出る前に、ANTIC（DMA）、CTIA/GTIA（Graphics）、POKEY（AUDIO）、PIA（I/O）のカスタムVLSIプロセッサを組み合わせた6502CPUベースのホームコンピュータを、1979年から1982年にかけてAtari 400（16K）とAtari 800（48K）として開発し販売しており、1982年にAtariは600XL/800XLシリーズとほぼ同じ設計の1200XLを発売した。Atariは1984年に発売するハイエンドコンピュータを複数準備していたがTramielがAtariを買収したときに開発中止となった。STがリリースされる数か月間前にAtariは8bitの6502を搭載したXLシリーズの次世代機として65XE（64K）と130XE（128k）を発売した。
Atari 2600やAtari 8ビット・コンピュータのカスタムチップを開発したオリジナルの開発者の一人であるJay Minerは、新しいチップセットを搭載したパソコンを作るのに必要な巨額の資金を得ようとAtari役員の説得を試みた。この提案が受け入れられなかったためMinerはAtariを去り、1982年にHi-Toroという小さなシンクタンクを設立して、新しいチップセットの開発に着手した。後にAmigaとなるこの会社は、"Lorraine"というコンピュータシステムを開発しながら、様々なビデオゲームコントローラとゲームの販売を始めた。
AmigaはLorraineチップセットの開発に必要な資金を使い果たし、当時ワーナーの傘下だったAtariは開発の続行に必要な資金をAmigaに提供した。その見返りとしてAtariはそのチップの1年間の排他的使用権を得られることになっていた。Atariはカスタムチップを使用した68000ベースのマシン（コードネーム"Mickey"）を計画していたようだが、詳しいことは分かっていない。
Atariは当時一日に$10,000の損失を出しており、ワーナーコミュニケーションが売却を希望していた。それを知ったTramielは、Atariの海外の製造拠点と世界中に広がる販売ネットワークを新しいコンピュータの販売に利用したいと考え、Atariに接触して協議を申し入れた。1984年5月から6月にかけてAtariとの断続的な交渉が進められた。TramielはAtariのコンピュータ部門（ゲーム機とホームコンピュータ部門を含む）を買収するための資金を7月には確保していた。
公式発表後にコモドールのほとんどの役員と研究者が退職してTramielの新会社Atari Corpに転職したため、Traimelの新しいコンピュータの発売を妨害する目的でコモドールは企業秘密を漏洩したとして4人のエンジニアを告訴した。
Atari Corpを設立したTramielはまず最初に、プロジェクトを棚卸しするため、Atariに残されたスタッフの大半を解雇し、現在進行しているほとんどのプロジェクトを中断させた。Tramielの代表者がAmigaとの契約書の原本を発見したのは7月から8月の上旬にかけてのことだった。
これによりAmigaは1984年7月30日にAmigaチップセットをAtariに提供するはずだったことが判明した。深刻な資金不足が続いていたAmigaはこの年の春に、Tramiel自身や、Amigaに早く取って代わろうと考えていたTramel Technology, Ltd.も含む投資家に対してさらなる資金提供を求めていた。Tramielが数日以内にAtariの買収を完了するべく裏で交渉が進んでいたと噂されていたちょうどその頃、Amigaはコモドールと協議していた。コモドールはAmigaをコモドールが完全に買収してAtariを含む他社との契約を完全に打ち切る方向で協議を進めた。AmigaはAtariにチップセットを提供する代わりに、コモドールがAmigaに代わって$500,000をAtariに提供した。これにより結果的にLorraineチップセットを完成させるためにAtariがAmigaにつぎ込んだ資金が返却される形になった。優位に立つチャンスとみたTramielは直ちにこの状況を利用して、コモドールの新しい子会社となる予定のAmigaを提訴し、間接的にコモドールに反訴した。TramielはAmiga及びコモドールがその技術を製品化できないようにする禁止命令や損害賠償の根拠を探した。この提訴は、コモドールがAtariを提訴して営業を妨害しようとしたことの仕返しとして、コモドールの買収や開発中のAmigaが無駄になるようにする企てであった。
Atarimuseum.comのCur VendelとAmigaのDeva Needles及びJoe Decuirとの直接対談によれば、Amigaチームは訴訟のために夏の間ほとんどずっと動けない状態だった。チップセット、Lorraineコンピュータシステム、チームの運命といったものの状況についての情報は知らされていなかった。後の1984年の秋にコモドールはLorraineプロジェクトの再開を宣言し、チップセットが改善され、OSの開発とハードウェアの設計が完了した。この遅延によりAtariはAmigaに数か月先行してAtari STをリリースでき、1985年9月の決算に売り上げを計上する余裕ができた。
このAtari対Amigaの訴訟ついては1987年3月に法廷外で内々的に和解した。
本セクションは http://www.atarimuseum.com の許可を得てWikipediaに流用している。

### OS
ハードウェアの設計が完成に近づき、チームはOSの検討に入った。買収後まもなくマイクロソフトがTramielにWindowsの移植を提案したが、2年という納期は遅すぎると思われた。他の選択として、後にGEMとなったCrystalという新しいGUIベースのシステムを開発していたデジタルリサーチがあった。新しいOSを社内で開発する案もあったがリスクが高いため却下された。
デジタルリサーチは完全にインテル系のプラットフォームに依存していたため、Atariはデジタルリサーチの本社にチームを派遣し、Atariとデジタルリサーチのエンジニアが混在した"Monterey Team"を構成した。AtariのJim TittslerはAtari ST系のプロジェクト・ジェイソン（The Operating Systemとしても知られる）を監督していた中心的なOSのエンジニアだった。
CP/M-68Kは本質的には実績のあるCP/Mを直接移植したもので、1985年までに、MS-DOS 2.0と比較してますます時代遅れになりつつあった。階層的なファイルシステムがなくサブディレクトリをサポートしていなかった。デジタルリサーチはこれとは別にDOS形式のオペレーティングシステムであるGEMDOSをGEM用として開発しており、GEMDOSの移植が6月の販売に間に合うかどうかを検討した。最終的に移植を実施することに決まり、TOS（The Operating System）の一部分であるGEMDOSファイルシステムになった。ハードディスクに不可欠な高速の階層型ファイルシステムを持ち、IBM PC DOSに近いファンクションコールをプログラマが利用できた。

### STのデビュー
この商品は1985年6月にアタリユーザーグループに出荷された後に1985年9月に520STとして市販された。コンセプトの決定から店舗に陳列されるまで1年弱のことだった。Atariは元々、メインメモリが128KBの130STと256KBの260STをそれぞれ発売するつもりだった。しかし、OSがフロッピーからRAMにロードされるため、アプリケーションを走らせるメモリ空間が残らなかった。260STはヨーロッパの限られた範囲で販売された。
初期のモデルはTOSと共に出荷されたが、将来的にROMベースのTOSへアップグレードしやすいようにROMソケットが備わっていた。それはわずか数か月後に利用可能となり、古いマシンをアップグレードできると同時に新しいマシンにも搭載された。1985年末には520STMとして知られているTV視聴用のRFモジュレーターを搭載できるようになった。
元々AtariはGEMのGDOS（Graphical Device Operating System）を搭載するつもりだった。GDOSでは、プログラムがGDOSによってロードされたドライバにGEM VDI（Virtual Device Interface）コマンドを送信できた。開発者は送信先を単純に切り替えるだけで他のデバイスにVDI命令を送信できた。しかしGDOSはSTの出荷時に間に合わず、ソフトウェアパッケージに含めて出荷され、また後期のSTに搭載された。GDOSの後期バージョンはベクターフォントをサポートしていた。
長所としては、STはMacintosh Plus等のほとんどのライバル機よりも安価で、高速な傾向があった。主に価格とパフォーマンスの理由から、STは為替の影響により価格が高くなる国外市場で非常に人気のあるマシンになった。英国の広告キャッチコピーは"power without the price"（価格抜きのパワー）だった。事実、Atari STと端末エミュレータのソフトウェアの組み合わせは、中央コンピュータ用の端末として一般に必要とされていたDigital VT220端末よりも安かった。

## 解説

### 外観

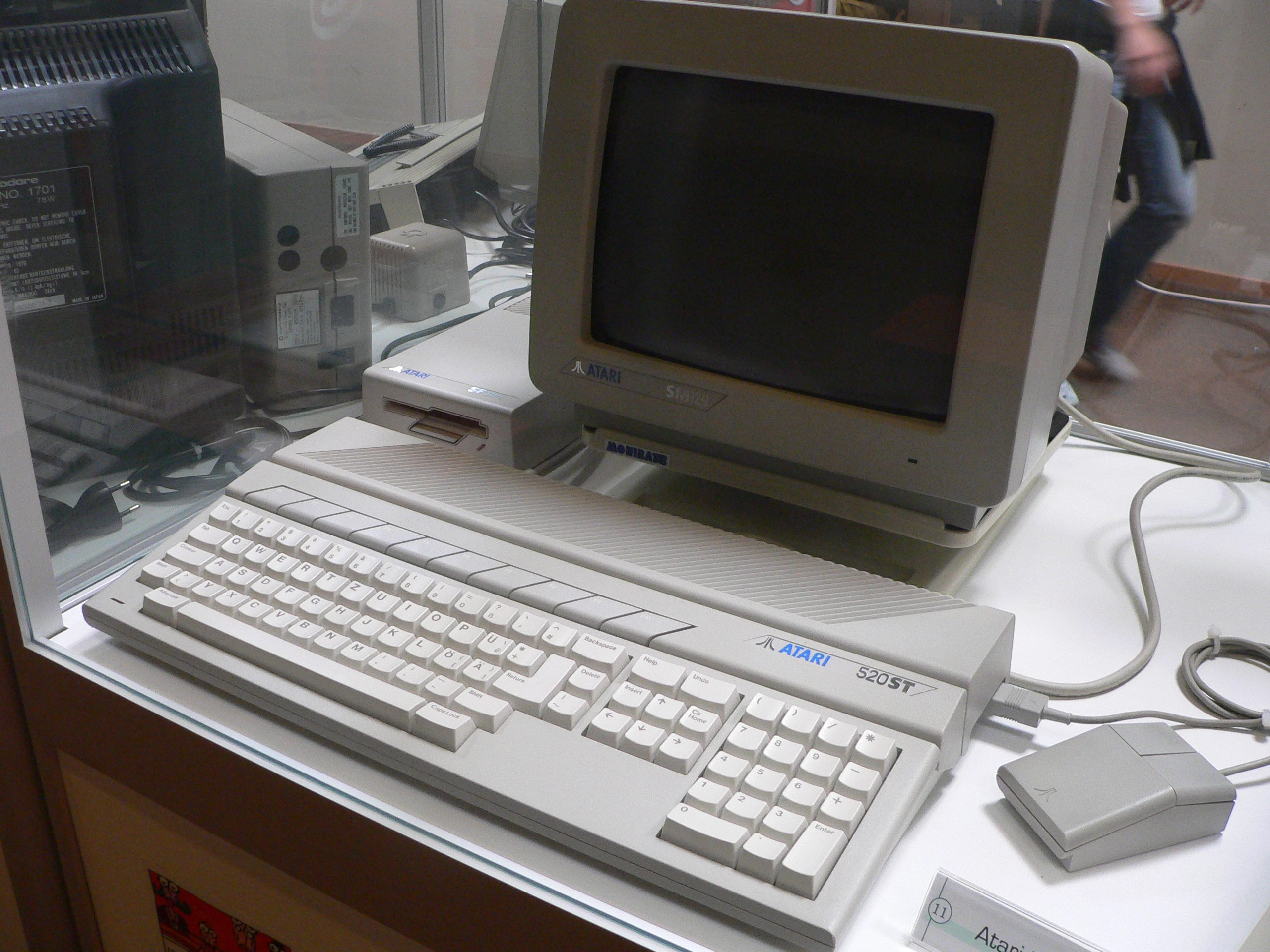
Atari 520ST

520STはコモドール64のような初期のホームコンピュータのようなオールインワンタイプのユニットだった。520STが発売された当時には既にユーザーはキーボードにカーソルキーとテンキーを搭載することを望んでいた。こうしたことから520STは非常に巨大で扱いにくいコンピュータだった。
周辺機器を接続するためにたくさんの太いケーブルを必要としたことで問題が大きくなった。この問題はフロッピーディスク搭載モデルを含む後継モデルである程度まで改善されたが、しかしこれによりマウスとジョイスティックのポートがキーボードの下の狭い場所に追いやられる結果となった。
初期の520STのユーザーは"Atari Twist"と"Atari Drop"の手順に慣れていた。金属シールドを触りながらチップを抜き差しする"Atari Twist"は静電気を放電するのに役立ち、またケースの片側を軽く持ち上げて机などに落とす"Atari Drop"は接触の悪いチップを接触させるために役立つ、と考えられた。
ケースのデザインはAtariのチーフ工業デザイナであるIra Valenskiが設計した。STは基本的にくさび形をしており、空冷のために背面に格子があった。ほとんどのマシンは安っぽい柔らかなタッチのキーボードを搭載し、上側にひし形のファンクションキーがあった。オリジナルの520STではフロッピーディスクドライブが外付けだった。1040ST型のケースはフロッピーディスクドライブを内蔵していた。1040STの電源が本体に内蔵されていたのに対し、初期の520STは大きな外部電源だった。

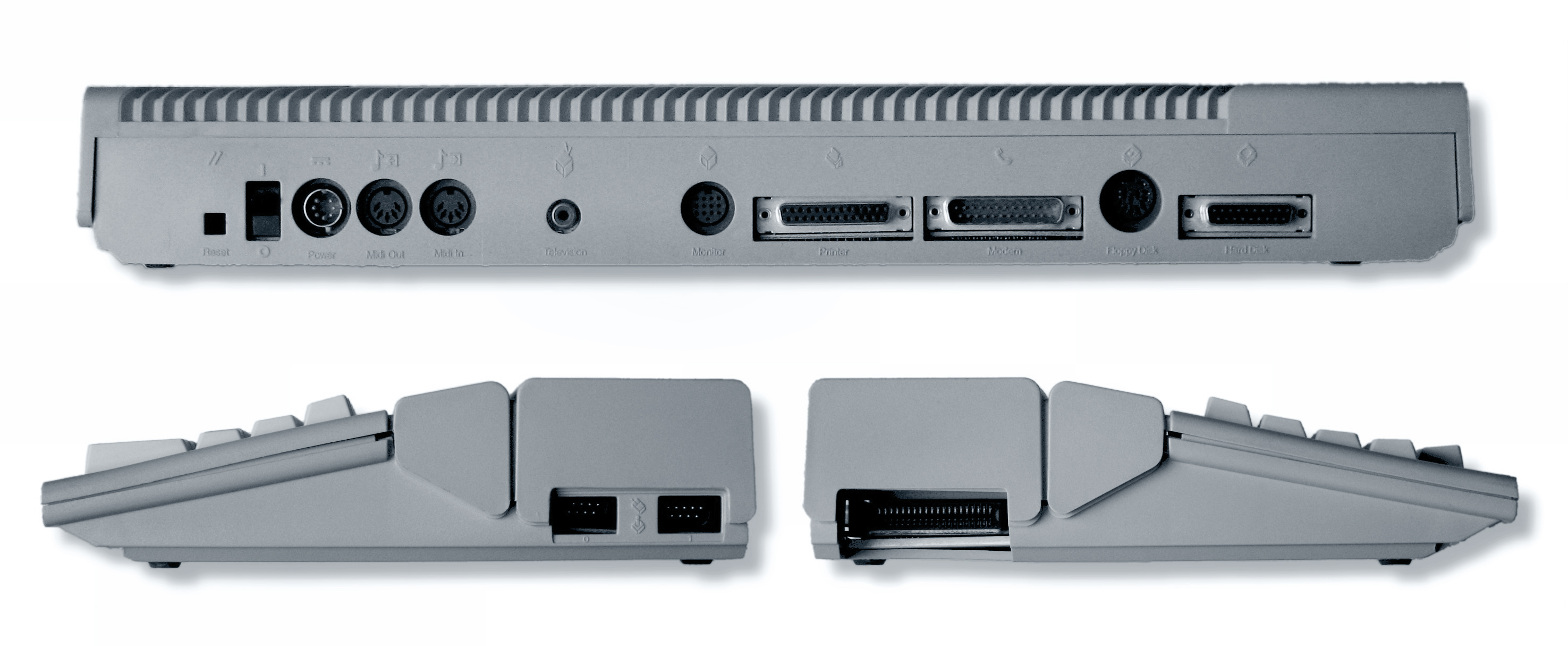
Atari 520STのポート

### ポート接続
STは非常にたくさんのポートをマシンの背面に装備していた。
- 標準ポート
  - RS-232Cシリアルポート（D-sub 25pin オス）
  - セントロニクスプリンターポート）D-sub 25pin メス）
  - ジョイスティック、マウスポート（D-sub 9pin オス）
  - MIDIポート（5-pin DIN）[16]
- ST専用ポート
  - モニターポート（13-pin DIN）
  - ACSI（SCSIの同類）DMA ポート（ハードディスクとレーザープリンター用）
  - フロッピーポート（2台目のフロッピーディスクドライブ追加用）
  - ST カートリッジポート（128 KB ROM カートリッジ用）

双方向通信が可能だったため、セントロニクスプリンターポートはジョイスティックの入力に利用可能であり、プリンターのソケットに接続することで2つの9-pinジョイスティックポートを追加するアダプタを利用したゲームがいくつかあった。
Atariは当初360KBまで保存できる片面フロッピーディスクを採用した。後のフロッピーディスクドライブは720KBまで保存できる両面版だった。片面ドライブを搭載したモデルが当初非常によく売れたため、初期のユーザーから反感を買うことを恐れ、ほとんどのソフトウェアは1枚の両面ディスクの代わりに2枚の片面ディスクで出荷していた。STの専門誌は片面のディスクに大量のコンテンツを詰め込んで全ての読者を満足させたかったため、この問題を解決するために革新的なカスタムフォーマットを採用しなければならなかった。もう一つの難題は、Atariの両面ドライブがIBM形式のディスクを読めたことに対し、IBM PCではAtariのディスクが読めなかったということである。このフォーマット問題はのちにサードパーティ製のフォーマットソフトとTOSのアップグレード（1.4MB以上）によって解決された。

### STFモデルとSTFMモデル

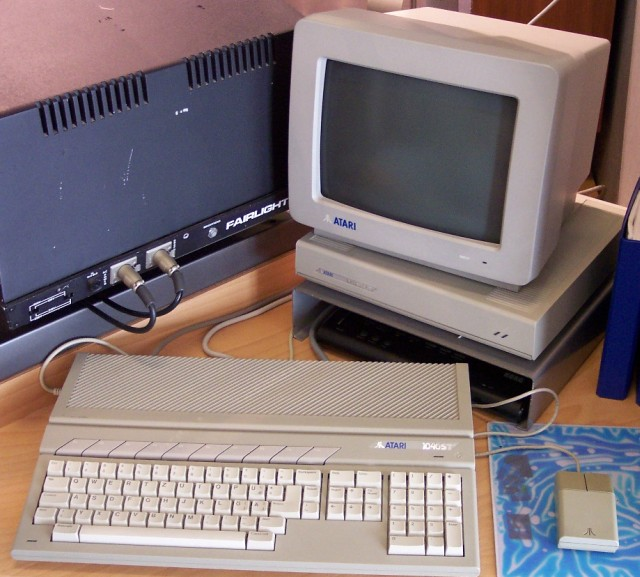
Atari ST 1040

1986年、Atariは後に1040STF（単にSTFとも表記される）で基本デザインをアップグレードした。このマシンは初期の520STにほとんど似ているが、外付けだった電源と両面フロッピーディスクドライブがコンピュータ背面のケース内部に移動した。これによりマシンは大きくなったが邪魔なケーブルは減った。1040は1MBのRAMを搭載して出荷され、市場にある初期モデルをリプレースした512KBのRAMを搭載する新しい520STFMにもこのデザインが用いられた。
1040STは1MBのRAMを搭載して出荷された最初のパソコンであり、米国で価格が$999に下がったとき、1MBあたり$1000の壁を初めて超えたコンピュータとなり、Byte Magazine誌の表紙を飾った。モデルナンバーの決め方はAtariの8-bitファミリーのコンピュータであるXEシリーズのモデルナンバーから継承していた。ごく一部の1040STFは片面のフロッピーディスクを搭載して出荷された。

### メガモデル
出荷直後の出足は非常に好調で、特にヨーロッパ市場ではAtariのコンピュータが75%のシェアを占めた。ドイツのDTPやCADを使用する個人事業主の市場はAtariのもっとも強い市場になった。
この成長する市場領域に狙いを定めるためAtariはST1を計画した。それは1986年のCOMDEXの初披露で好意的に受け入れられた。Megaと改名されたこの新しいマシンは、独立したハイクオリティのキーボード、モニターの重量を支えるための強固なケース、内部バス拡張コネクタを搭載していた。来るSLM804レーザープリンターはCPUとメモリを搭載せずにコストを削減した。このレーザープリンターはMegaとST DMAポートで接続されMegaコンピュータがページの描画を処理した。当初から2MBまたは4MBを搭載し、MegaマシンがAtariのレーザープリンターの機能の一部を補完することで低価格のデスクトップパブリッシング環境を実現しようとしていた。1MBを搭載したMega 1も後に発売された。
カスタムチップのblitterコプロセッサは画面上の一部のグラフィック制御を高速化するために搭載される予定だったが、しかし遅延によってそれは結局Mega 2とMega 4マシンにリリースされた。全てのマシンに搭載されなかったためこれを利用したい開発者はプログラム中で検出しなければならなかった。しかしGEM APIはTOSの上位レベルのインターフェイスだったため、スクリーンVDIコマンドを正しく利用するプログラムはblitterをシームレスに利用できた。

## 後期モデル
最初の4年間は製造上の問題と製品販売網の問題の解決にAtariが追われていたためSTプラットフォームの大きな設計変更は行われなかった。

### ST enhanced
1989年後半にAtariはマルチメディア面のハードウェアとOSを改善したSTであるSTE（STEとも表記される）をリリースした。STでは512色だったカラーパレットが4096色に増え、Genlockをサポートし、RAM内で大きなデータブロック、特にスプライトのグラフィックを高速に転送できるBlitterというグラフィックのコプロセッサチップなどを特徴としていた。なお、320x200の低解像度ではプログラミングのトリックを使用しない限り16色の最大パレット数に限定されていた。また最大50kHzの8ビットのステレオPCMをハードウェアで再生できる2チャンネルのデジタルサウンドチップを搭載していた。ケース脇の比較的アクセスしやすい場所に新しい2つの拡張ジョイスティックポート（EJP）が追加されていた。変換アダプタを使えば2つの普通のジョイスティックを各ポートに挿入できた。この拡張ジョイスティックポートはAtariのJaguarと互換性があった。RAMはSIMMで非常に簡単にアップグレードできた。これら全てにもかかわらず、まだ8MHzで動作しており、Amigaに追いつくべくハードウェアを増強（enhanced）させることを明らかに目指さなければならなかった。
当初のSTEモデルには、ST用に開発された一部のアプリケーションとゲームが不安定あるいは全く動作すらしないというソフトウェアとハードウェアの間のコンフリクトがあった。RAMを拡張することで解決できることも時々あった。さらに悪いことに、内蔵フロッピーディスクドライブは旧機種の内蔵ドライブで読めるフロッピーディスク上の拡張トラックを読めなかった。これはほとんどのユーザーには問題なかったが、一部のゲームではコピープロテクト用の未フォーマット領域やディスクにたくさんのデータを詰め込む方法として拡張トラックを使用しており、カスタムフォーマットユーティリティでは80トラックのディスクに86のトラックを作るフォーマットが容量拡張の手段として一般的に選べた。さらに、First Word Plusなどの一部のアプリケーションではジョイスティックを挿入すると時々おかしな動作の原因となった。
STEの拡張機能はほとんど利用されることがなかった。STE機能拡張を使用するソフトウェアやSTE専用ソフトウェアは稀であり、芸術、CADや音楽のアプリ、ハードウェアを活用するごく一部のゲームなどに普通は限られた。しかしプログラマーが十分に新機能を活用したため量より質となり得るように思われた。
最後のSTEマシンであるMega STEはグレー色のAtari TTケースに収められたSTEであり、16MHzで動作するスイッチがあり、16bitの外部バスと32bitの内部バスのデュアルバス設計で、Motorola 68882 FPUを搭載可能で、3.5インチフロッピーディスクドライブ内蔵で、VME拡張スロットを搭載し、AppleのLocalTalkに酷似していたネットワークポートを搭載し、3.5インチのハードディスクを内蔵可能だった。またTOS 2.00が添付されていた。ハードディスクのサポートが改善され、デスクトップインターフェイスが強化され、メモリーテスト機能があり、1.44 MBのフロッピーをサポートし、不具合が修正されていた。これはTTよりも手頃でオリジナルのSTよりパワフルな製品として販売された。

### 68030搭載機
1990年にAtariはハイエンドのワークステーション指向のTT（32Mhzの68030ベースのTT030）をリリースした。元々は68020 CPUを搭載する計画だったTTはグラフィックを改善し、より強力なチップをサポートしていた。ケースはハードディスクドライブを内蔵する新設計だった。
最後のSTはマルチメディアのFalconだった。これも68030ベースであり16MHzで動作したが、ビデオモードが改善され、広範囲に渡ってカスタムチップ化された。音楽用としてヨーロッパでデファクトスタンダードとなったSTを継承するべくオーディオ用にモトローラのDSP56001も採用され多チャンネルオーディオの録音再生が可能な設計だった。しかし、オンボードのインプットはマイク入力のみでライン入力にはアッテネーターが必要、さらには44.1kHzや48kHzといった標準的な周波数がそのままでは使えない、など、非常に詰が甘く、普及に至らなかった。68030マイクロプロセッサは32bitのメモリを利用可能だったが、Falconはパフォーマンスに影響するもののコスト削減効果のある16bitバスを採用した。またSTEによく似た安価なケースで出荷された。そのためFalconをデスクトップやラックマウントケースに収められる、キーボード分離式のアップグレードキットが多数入手可能だった。
1992年にリリースした翌年には製造中止となった。ヨーロッパではC-LabがFalconの設計ライセンスをAtariから得て、オーディオ回路に若干の変更が加えられた他はほとんどAtariのFalconと同じ"C-Lab Falcom Mk I"、Mk Iに500MBのハードディスクを搭載した"Mk II"、Mk IIのデスクトップ版の"Mk X"がリリースされた。しかしこの頃にはすでにNotator/Logicの権利がE-Magicに移ってしまっており、やはり普及しなかった。

## 後日談
1993年、AtariはSTの開発を中止しJaguarに焦点を当てた。
Atariのコンピュータ市場からの撤退を受け、マルチメディア（特にオーディオとビデオ）、CAD、ビジネスユーザーのために、Medusa Computer Systemsがいくつかの68040や68060プロセッサを搭載したパワフルなAtari Falcon/TT互換機を製造した。
ハードウェアメーカーがいなくなったにもかかわらず、STプラットフォームが生き残るように頑張る小さく活動的なコミュニティがあった。OS、ソフトウェアエミュレーター（Windows用、Mac用、Linux用）、いくつかのハードウェア開発で進歩があった。Falcon用の68060ベースのCT60やCT63のようなアクセラレーターカードがあり、またColdfireプロセッサベースのAtari互換機を開発するAtari Coldfire Projectがあった。ドイツのMilan ComputerはAtari TOS 4.5とMilan ComputerのMultiOSを実行できる68040と68060をベースにしたAtari互換機を開発した。

## ソフトウェア

### 音楽 / シーケンサー
Atari STは低価格でありながらCPUが高速に動作する。MIDIインターフェースを標準で内蔵しており、割り込み優先度が、マウスやキーボードよりも高く設定されているため、外部音源の発音タイミングのブレが少ないという特長を持つ。従って、1980年代終盤-1990年代前半の音楽制作において、Atari STと双璧を成していたMacintoshと比較しても、楽曲のノリを正確に作り込むことが出来る。特に、テクノの本場であるヨーロッパにおいては、音楽制作スタジオの殆ど全てにAtari STが導入される程に人気であった。
STは初めてMIDIを内蔵したホームコンピュータであり、ミュージックスタジオの専門家や熱心なアマチュアのためのたくさんのMIDI関連ソフトが存在していた。WindowsやMacで普及しているCubaseやLogic Proは元々はAtari ST用のアプリケーションだった。その他のメジャーでパワフルなST用の音楽シーケンサーアプリケーションだったDr. T's KCSは、シンセサイザーパッチ編集ソフトウェアであるXoR（MacintoshではUnisyn）といった外部アプリケーションをシーケンサーから実行できる"Multi-Program Environment"が添付されていた。これはスタインバーグの"MROS"、C-Labの"SoftLink"も同様で、シングルタスクだったTOSを、マルチタスクで使う"OS"を、音楽ソフトメーターが各社ばらばらに開発していた。現在でもファットボーイ・スリムのような一部の人はまだAtari STを使って作曲している。
Pro 24 / Pro 16 / Pro 12 サウンドエンジニアだったカール・スタインバーグが最初に開発したシーケンサー。マルチトラックテープを模したUIを持つ。
Notator Logic Proの前身で高度な譜面機能を持っていた。廉価版のCreatorには譜面機能がない。最大6ポートのMIDI OUTを使用し、96chのMIDI機器が使用可能。また、シンセのエディターソフトとの同時使用など拡張性が高く、双璧を成すCubaseと共に、80年代後期～90年代初頭にかけてヨーロッパのスタジオを席巻した。ヨーロッパにおけるミュージシャンやエンジニアへのATARI STとNotator及びCubaseの普及率は、後のProtools TDM/HTDMの普及率よりも高かったと推測される。この時代のヨーロッパにおいては「ミュージシャンの誰々はATARIを使っている/いた」という会話自体無意味で、エレクトリックダンスミュージックの殆どはこの組み合わせで作られており、AKAIのサンプラーと共にハウスミュージックやテクノの発展に貢献した。
TCB TrackerといったMODトラッカーが、AmigaやSTを使う主にアマチュアミュージシャンの間、特にゲーム関連ではメジャーであり、ヤマハのシンセサイザー（'chiptunes'）を利用したクオリティの高い音楽の制作に役立っていた。Tracker"シーン"はMegaデモやWarez"シーン"とも密接に繋がっており、当時のwarez'リリース'には必ず用いられていた。
Quartetは演奏のサンプリング機能と、普通はMIDIソフトでのみ見られる伝統的な楽譜データを組み合わせる革新的な作編曲プログラムだった。Quartetの名前は4つのトラックがあることから来ており、カラー画面上には1つのモノラルトラックを同時に表示できた。
STは当時としては比較的大きなメモリを搭載していたため、サウンドのサンプリング環境は現実的な提案となった。MicrodealのReplay ProfessionalはSTのカートリッジポートを巧みに利用してADCをパラレルで読み込むサウンドサンプラ機能があった。デジタルサウンドの出力にはオンボードの周波数出力を利用し、128kHzの人の耳には聞き取れない高周波に設定し、そして振幅を変調した。
後のProtoolsの前身であるDigidesignのSoundTools、SoundDesignerは、ATARI STシリーズ用に専用のハードウェアを追加する形で発売され、44.1kHzまたは48kHz 16bitの録音再生が可能だった。

### シンセ・サンプラーエディター
多くのMIDIシンセサイザーやサンプラー用のエディタが存在する。
さらに後にProtoolsへと発展するDigidesignのSoundDesigner等、サンプラーからサンプルを取り込み、音を分析・編集できるソフトウェアパッケージが利用可能だったことはその後のAtari STがコンピュータベースのオールインワンスタジオの先駆者となることを後押しした。

### ハードディスクレコーディング
FALCON 030用のLogic Audio、Cubase Audioは、8chまで48/44.1kHz 16bitの同時録音再生が可能で、FALCONに搭載されたモトローラ DSP56001を利用し、単純なEQ、エフェクトの処理も可能だった。標準仕様のFALCONのサンプリングレートは50kHzだったため、DSPポートに専用のクロックを刺し使用した。オプションで、8chのIN/OUTが可能なI/Oや、AES/EBU,SPDI/F,ADATオプティカル用のI/Oが数種類発売されていた。当時のMacintoshやPCでは、高価な拡張カードを使用し数倍の金額でしか実現できない機能だったために発表時には熱狂を持って迎えられた。しかしソフトを軽視したATARI社が、発売前にソフトメーカーにコンタクトをとらなかったため、ST用のシーケンサーはFALCON上ではことごとく動かず、さらにソフトメーカーの対応に時間がかかったためついに普及しなかった。FALCON専用のソフトが出揃った頃には、すでにMacやPCにシェアを奪われており、売れ行きの悪かったFALCONはATARIブランドの消滅の一因となった。FALCON用のNotatorは発売されず同時期にLogicに移行しており、Mac版が同時に出てしまったことも大きく災いした。CUBASEやLOGICのほかにもハードディスクレコーディングを可能にするソフトは多数存在する。

### アプリケーション
PageStreamやCalamusといったプロ用のDTPソフトや、ワープロのようなオフィスツール（WordPerfectやWordWriter ST等）、表計算ソフト、データベース、様々なCADやCAMなど、アマチュアからプロレベルまで幅広いユーザーを対象にしたソフトウェアもSTで普及し、モノクロのハイレゾモニタを所有しているユーザーに限定したものもあった。
NEOchrome、DegasとDegas Elite、Canvas、Deluxe Paint、Cyber Paintのようなグラフィックソフトは先進的な3Dデザインやアニメーションの機能を持っていた。Spectrum 512というペイントソフトは1画面中に表示できる色を限界まで引き出すパレット変換の技を使用していた。Spectrum 4096ではSTEでは本来不可能だった走査線毎に最大46色の表示が可能だったが、これ以外にもさらにマイナーなアプリケーションがこの特にニッチな市場を埋め尽くし、それらの中にはシフタを活用して最大19200色を表示できるものさえもあった。
Cyber Studioのような3DCGアプリケーションは、3Dモデリング、彫刻、スクリプト制御、そして特に重要なデルタ圧縮を使用したコンピュータアニメーションをデスクトップにもたらした。カートリッジポートに挿入する特別なビデオキャプチャー'ドングル'を使用したビデオキャプチャ編集アプリケーションは、低いフレームレートで、基本的に無音で、モノクロだったが、Atari STが終焉を迎えるまでにはサウンドと基本色を扱えるまでに進歩したが、画面周囲のフレームは残っていた。

### 開発ソフト
Atari STには非常に多くの開発用言語とツールがあった。68000アセンブラ（Atari CorpのMadMacやHiSoftのDevpac）、Pascal（OSS Personal Pascal）、Modula-2、Cコンパイラ（Alcyon C、Lattice C、Megamax C、Mark Williams C、GNU C、Aztec Cなど）、LISP、Prolog、Logoなどである。
Atariが最初にリリースした開発キットはコンピュータ本体とマニュアルがセットになっていた。$5,000の価格はSTの開発にはハードルが高かった。後発のAtari Developer's Kitはソフトウェアとマニュアルだけでハードウェア無しで構成され$300になった。リソースキット、Cコンパイラ（当初はAlcyon Cで後にMark Williams Cになった）、デバッガ、68000アセンブラ、加えて機密保持契約書がこのキットに含まれていた。
初のST用BASICであるST BASICが付属したシステムディスクがSTにバンドルされるようになった。しかしこれはパフォーマンスが悪かったためGFA BASIC、FaST BASIC（ディスクではなく本当にROMカートリッジでリリースされた数少ないプログラムの1つである）、AmigaのAMOSの親戚である比較的有名なSTOSなどのその他のBASICをユーザーは好んだ。そして少なくとも2つの商用タイトルと、数え切れないほど多くの高品質なシェアウェアとパブリックドメインなゲームに利用されるほど十分にパワフルだった（普通のランタイムインタプリタではなくコンパイラを使っていた）。
FALCON 030用にモトローラーDSP56001用アセンブラが提供されている。
SEUCKのような斬新なツールも利用可能だった。

### ゲーム
STは低価格かつ高速であり、そしてグラフィックがカラフルだったためゲームの分野で成功を収めた。
STのゲーム開発者として著名な人物としてはピーター・モリニュー、ダグ・ベル、 ジェフ・ミンター、Jez San、James Hutchby、Dimitri Koveos、デビッド・ブレイベンが挙げられる。世界初のリアルタイム3Dロールプレイングゲームである『ダンジョンマスター』はST用として開発・販売されたのが最初であり、STで最も売れたソフトウェアだった。FalconやMicrosoft Flight Simulator IIのようなシミュレーションゲームは多くのアーケードゲームがやるようにSTが持つ強力なグラフィックを利用した。MIDI Mazeというゲームはマシン同士をMIDIポートで接続するインタラクティブなネットワークゲームだった。Amigaと同時にリリースされた、グラフィックとサウンドがAmigaと同じゲームは、ST専門のゲーム雑誌からよく非難された。

### ユーティリティ、その他
ビデオデジタイザ等のハードウェアのアドオンを制御するためのユーティリティソフトが利用可能だった。Office製品やグラフィックソフトもSTにバンドルされた。Dimitri Koveosが開発したHyperPaint II、David Farmboroughが開発したHyperDraw、Bob Katzに任命されたスタッフ達（後のエレクトロニック・アーツ）とFrank Schoonjansが開発した表計算ソフト3D-Calc等。
パブリックドメインソフトウェアやシェアウェアが繁栄し、インターネットが一般的になるまでの長い間に渡って、雑誌やダイヤルアップ式のBBS掲示板によって宣伝された、パブリックドメインソフトウェアライブラリで提供されていた。
限定されたグラフィック、メモリ、一時しのぎ的なシステムのハードディスク容量にも関わらず、複数のemailクライアントやFTP、telnet、IRCがあり、しかも十分に洗練されたグラフィカルなウェブブラウザiCABもSTで開発され役に立った。

### OS
マルチタスクが出来なかったTOSを補完するため、Magic, MultiTOSをはじめ多数のマルチタスクOSが存在する。多くはTOSを模し互換性を保つものだが、FreeBSDやLinuxも配布されておりネットワーク環境も整備されている。

## 技術仕様
STはカスタムチップと汎用チップの組み合わせで作られている。
- カスタムチップ
  - ST Shifter "Video shift register chip（画像転送登録チップ）" — 32KBの連続したメモリ領域を使用したビットマップグラフィックを全ての表示モードで利用可能。スクリーンのアドレスは256の倍数でなければならなかった。
  - ST GLU "Generalized Logic Unit（汎用論理ユニット）" — システムの制御回路はSTのチップを接続したものである。データ転送経路としてではなく、各チップを接続するブリッジが必要だった。
  - ST MMU "Memory Management Unit（メモリ管理ユニット）" — 最大4MBの物理メモリをアクセス可能。
  - ST DMA "Direct Memory Access" — フロッピーとハードディスクのデータ転送に使用された。STのメインメモリを直接アクセスできる。
- 汎用チップ
  - MC6850P ACIA "Asynchronous Common Interface Adapter（非同期式共通インターフェイスアダプタ）" — STからMIDIデバイスやキーボードに直接通信可能。2つのチップを搭載。MIDIは31.25kbps、キーボードは7812.5bpsである。
  - MC68901 MFP "Multi Function Peripheral（多機能周辺装置）" — シリアルポートやパラレルポートの割り込みの生成と制御に使用する。Atari TT030には2つのMFPチップがある。
  - WD-1772-PH "Western Digital Floppy Disk Controller（ウエスタンデジタルフロッピーディスクコントローラー）" — フロッピーディスク制御用チップ。
  - YM2149F "Programmable Sound Generator（プログラマブルサウンドジェネレーター）" — 3音のサウンド合成が可能であり、フロッピーの信号生成やプリンターポートの制御にも利用された。
  - HD6301V1 "Hitachi keyboard processor（日立キーボードプロセッサ）" — キーボードのスキャンとマウスやジョイスティックのポートに使用された。

### ST/STF/STM/STFM
最初にリリースされた520STの仕様。
- CPU: Motorola 68000 @ 8 MHz。16-bitのデータバスと24-bitのアドレスバス。
- RAM: 512 KBまたは1 MB
- ディスプレイモード (60 Hz NTSC, 50 Hz PAL, 71.2 Hz モノクロ):
  - 低解像度 - 320×200 (16色)、512色のパレット
  - 中解像度 - 640×200 (4色)、512色のパレット
  - 高解像度 - 640×400 (単色)、モノクロ
- サウンド: Yamaha YM2149 矩形波3音+ノイズ1音のモノラルサウンドチップ
- ディスクドライブ: 片面 3.5インチフロッピーディスクドライブ。一般的な9セクタ80トラックのフォーマットで360KBの容量。
- ポート: TV出力（ST-MとST-FMモデルはRF変調規格のNTSCまたはPAL）、MIDI入出力（'out-thru'あり）、RS-232シリアル、セントロニクスパラレル（プリンター用）、モニタ（RGBまたはカラーかモノクロのコンポジットビデオ、13-pin DIN）、拡張ハードディスクポート（15-pin DIN）、ハードディスクや本体とメモリを共有するAtari Laser Printerに接続できるDMAポート（ACSIポート・Atari Computer System Interface）、ジョイスティック及びマウスポート（9-pin MSX規格）。
- OS: TOS v1.00（The Operating System）。Graphical Environment Manager（GEM）WiMP（Windows, Mouse, Pointer）GUIを搭載。CPM68000がベース。

ごく初期の機種はOSがまだAmiga 1000のようにROM化できなかったためフロッピーディスクに入っていた。この初期版のTOSは非常に小さなコアブートROMから起動されたが、TOS 1.0のROM版が準備されるや否や、あっという間にリプレースされROM容量も増えた。GEMはデスクトップ起動時に全体で192KBのコードをRAMにロードしたため、この変更は特に512KBしかないメモリに苦しんだ旧機種のユーザーに大歓迎された。OSをディスクからロードするようにしたのはAtari（とコモドール）がOSの全てのバグを解決せずにできるだけ早くマシンを市場に送り出そうとしたためだった。この変更が行われるとすぐに、片面（520STF/512 KB RAM）または両面（1040STF/1024 KB RAM）の倍密度フロッピーディスクドライブを内蔵した他は変わらない2つのSTFが生産された。次のモデルはTOSのアップグレード版 - 1.02を使用した。TOS 1.2としても知られる。低解像度または中解像度（RGBモニタでも525/625ライン・60/50 Hzのインタレース）のモードの場合にカラーテレビにマシンを接続できるようにするRFモジュレーターがそのわずか6か月後に追加され、マシンの売り上げを大きく押し上げ価値が認められることになった。これらのモデルは520STM（あるいは520STM）だった。その後に発売された520のFとFMは片面ではなく両面フロッピーディスクドライブを搭載した。

### STE
520STE/1040STEの仕様。
- 520STFM/1040STFMの全機能を継承。
- 4,096色の拡張カラーパレットから表示色を選択可能。
- メモリ内の大きなデータブロックを高速に転送するBLiTTERチップ。
- 水平・垂直スムーズスクロール及び画面分割のハードウェアサポート(Shifterビデオチップを使用)。
- 2チャンネルの6.25/12.5/25/50kHzステレオ8bitPCMのDMAサウンドチップとステレオRCAオーディオ出力コネクタ（Shifterビデオチップで強化されたサウンド転送のサポートを利用）。
- 左/右/マスターの各ボリューム調整と"マイクロワイヤ"（3-bitシリアル）インターフェイスに接続した高低音のEQが可能なNational LMC 1992オーディオ制御チップ。
- メモリ: 最大4MBまで拡張可能な30-pin SIMMメモリスロット。構成上の制約によりメモリサイズは0.5、1.0、2.0、2.5、3.0、4.0MBから選択可能。しかし2.5と3.0MBは未サポートであり、互換性の問題があった。後にサードパーティから提供されたアップグレードキットはMMUの足かせを回避して最大14MBまで対応可能。
- 外部のデバイスとビデオのタイミングを同期でき、本体のハードウェアを改造することなくビデオGenlockが利用可能だった。
- ジョイスティックやジョイパッドに加えパドルやライトペンをサポートするアナログジョイスティックポート2つ。Atari JaguarのジョイパッドとPower Padzジョイパッド（STEとFalcon用に開発されたJaguarジョイパットのグレー色バージョン）を変換アダプタなしで利用可能だった。変換アダプタを経由することにより2つのATARI規格のデジタルジョイスティックを各アナログポートへ接続可能だった。
- TOS 1.06(TOS 1.6としても知られる)またはTOS 1.62（後方互換性に関する不具合を修正したTOS 1.6）を2つの128KB ROMチップソケットに装備。
- PLCCの68000CPUを搭載。

## 機種一覧
STファミリーには数多くの機種があった。ここにあるリストはオリジナルの520ST以降ほぼ発売順に並んでいる。
- 520ST+ - 初期の520STに1 MBのRAMを搭載したものであるがフロッピーディスクは搭載していなかった。
- 260ST - 512 KBを搭載するヨーロッパ向けの520ST。520ST+がリリースされ、1 MBに対して安価な512 KBのモデルであることを区別するためにこの名前が用いられた。
- 520STM - 520STにTV出力を内蔵したもの。
- 520STFM - 520STMにフロッピーディスクドライブを内蔵した大型のケースでマザーボードが新たに再設計された。
- 1040STF - 520STFMに1 MBのRAMを搭載し、両面フロッピーディスクを内蔵したが、TV出力は無い。
- 1040STFM - 520STFMに1 MBのRAMを搭載し、両面フロッピーディスクとTV出力を内蔵。
- Mega ST (MEGA2、MEGA4) - 1040に2～4 MBのRAMを搭載し、分離式独立キーボードの改善されたピザボックス型ケースにそれぞれ収められた。ごく初期のモデルはBLiTTERを搭載しなかった。リアルタイムクロックと内部拡張コネクタを装備。
- 520STEと1040STE - 520STFM/1040STFMはサウンドが強化され、BLiTTERチップを搭載し、4096色のパレット利用可能で、古い1040スタイルのオールインワンケースに収められた。STとの互換性は100%には到底及ばず、多くのゲーム等、動作しないものが多い。しかし、ソフトメーカーの対応により殆どの音楽ソフトは動作する。ST用ゲームの幾種類かはSTエミュレータ（フリーウェア）を使用し、動かすことが出来る。
- Mega STE - CPUが16MHzであり、筐体がTTのものである他は1040STEと同じハードウェア。
- TT
- STacy - ポータブルなST。しかし到底ノートパソコンとは呼べない。元は12個の標準Cセルフラッシュライトバッテリーを搭載し持ち運んで使えるように設計されたが、早くバッテリーを使い切ってしまうことが判明した。特に当時の充電式バッテリーはアルカリ電池と比較してパワーが足りなかった。Atariはバッテリーの仕切りのフタを単純に接着したものの間もなくこの機種を販売中止にした。STFMの基板をほぼそのまま使っており音楽ソフトの互換性は完璧である。現在でも他の珍しい機種に比べ比較的入手が容易であり、デスクトップと違ってモニターの心配もないので音楽用途に使用してみたいという初心者には最適である。
- ST Book（後期のポータブルST）はSTacyより携帯性がよかったが、バックライトと軽量化のためいくつかの機能を犠牲にしていた。ファイルは小容量（20MB）の内部フラッシュメモリに保存され、ROM内におかれた専用の転送ソフトを使いSTシリーズまたはIBM PCとパラレルI/O経由で接続しコピーする必要があった。画面は当時としては高輝度だったが、それでも室内や暗い場所で使うのは難しく、640x400の1bitのモノクロモードに固定され低解像度のグレースケールによるエミュレーションさえも提供されず、外部ビデオ出力も提供されなかった。特にSTacyあるいはST+モニタ+アクセサリ装備の全てをコンサートツアーで持ち運んでいたミュージシャンたちの間で、「真」のポータブル機として当時話題になったが、MIDIポートは標準のDSUBではなく、miniDINで、さらにドングルやシンクロナイザーを刺すためのポートはST標準ではなく、そのままではシーケンサーソフトが動かないため、実際に使われたかどうかは疑問が残る。主にドイツ、フランスとアメリカで販売され、イギリスでの販売は無かった。世界中で500台程度しか販売されなかったといわれており、コレクターの間で欧米のオークションサイトなどで高値で取引されている。スリム、軽量、静音、高い信頼性、さらに長いバッテリー寿命、と、現在の基準でも評価できる。
- FALCON 030

## その他の機種
- Atari TT030 — 32MHzで動作するMotorola 68030プロセッサをベースにした新機種であり、分離独立型キーボードの全く新しくデザインされたケースである。より優れたカラーパレットの高解像度画面を持ち、より多くのメモリを搭載可能であり、オプションでハードディスクドライブを内蔵可能で、ベースの上に小さな別箱として挿入する。その突出したグラフィック能力（今のPCで最近ようやく一般的になった高解像度）と処理速度のためにCADとDTPのユーザーの間で当時人気があった。ST/FALCON向けの一般的な音楽ソフトやゲームは動作せず互換性が低い。
- Atari Falcon 030 — もう1つの68030ベースのマシン。16MHzしかなかったが、簡単な改造で32Mhzで動作した。TTのようなマシンだがSTEスタイルのケースに収められ、さらにアップグレードしたグラフィックとサウンドを持つ。CD並の高品質なサウンドを録音して処理できるMotorola 56000DSPと、ディスク供給のマルチタスクOSを搭載し、LocalTalkポートでネットワークを実現した。Atariが開発した最後のコンピュータである。
- Medusa 040、Medusa 060、Hades 040、Hades 060 — Medusa Computer Systemsが製造したサードパーティ製のFalcon/TT互換機である。

### PC 互換機
- Atari PC-1 - IBM XT互換機だが、より多くの色を表示でき、RS-232とプリンターポートを内蔵していた。拡張ポートは1つだけだった。非常によくできており、他のPCクローンよりも高価だった。
- Atari PC-5 - 386SXを搭載するPC互換機。高価なコンポーネントを削減。
- Atari N386SX - ラップトップ。SOTECのOEM。40MBのハードディスクドライブを内蔵。
- Atari Portfolio - PC XT互換のサブノートブック。映画『ターミネーター2』の中でジョン・コナーが使用しているところを確認できる。パラレルケーブルとシンプルなソフトでSTと接続し簡単にデータを転送できるように設計されている。

### トランスピュータ
- Atari ABAQまたはAtari Transputer Workstation — STハードウェアを改変したスタンドアロン機であり、最大17個のトランスピュータを接続してレイトレーシングのような膨大な並列処理を実行できる。

未発売のプロトタイプも存在する。
- Falcon 040（外部リンク） - Motorola 68040ベースであり新しいケースとスロットを装備。
- ST Pad - A4サイズのペンで操作するポータブルなST機であり、手のひらサイズで、ST Bookから派生した反射式モノクロLCD画面を搭載し、最近のタブレットPCの先駆けである。

STylus - アップルのニュートン形式のパームトップ。

## 周辺機器
- SF354 - 片面倍密度3.5インチフロッピーディスクドライブ（360 KB）
- SF314 - 両面倍密度3.5インチフロッピーディスクドライブ（720 KB）
- SM124 - モノクロモニタ。画面サイズ12"、表示画素数640x400、周波数70hz
- SM147 - モノクロモニタ。画面サイズ14"、スピーカーなし、SM124のリプレース
- SC1224 - カラーモニタ。画面サイズ12"、表示画素数640x200、スピーカーあり。
- SC1435 - カラーモニタ。画面サイズ14"、ステレオスピーカー。SC1224のリプレース（Magnavox 1CM135のOEM）
- SM195 - TT030用モノクロモニタ。画面サイズ19"、表示画素数1280x960、周波数70hz。
- SH204 - 外部接続式ハードディスクドライブ。20MB。
- Megafile 20, 30, 60 - 外部接続ハードディスクドライブ。Mega STにマッチする筐体。
- Megafile 44 - カセット式リムーバブルハードディスクドライブ。Mega STにマッチする筐体。
- SLM804 - レーザープリンター。ACSI DMAポート経由で接続し、印刷するページを構築するためにSTのメモリとCPUを利用する。
- SLM605 - レーザープリンター。ACSI DMAポート経由で接続し、SLM805より小型[22][23]。

## 音楽製作用拡張機器
- Steinberg SMP2/SMP24 - 1Uラックマウント8IN/8OUTのMIDIとSMPTE I/O。パラレルポート使用。大型タイムコードディスプレイ。FALCON使用可能。
- Steinberg MIDEX/MIDEX+ - 4IN/4OUTのMIDIとSMPTE I/O（MIDEX+のみ）。シンセエディタ用ドングルポート拡張。DMAポート使用。CUBASEでのみ動作。FALCON使用不可。
- C-Lab UNITOR-N - 2IN/2OUTのMIDIとSMPTE I/O。NOTATORのドングルを含む。NOTATOR/LOGIC AUDIOで使用可能。FALCON使用不可。
- C-Lab UNITOR - 2IN/2OUTのMIDIとSMPTE I/O。ドングルを含まず、DMAポートを持つため、上記に加えCUBASE/CUBASE AUDIOでも使用可能。FALCON使用可能。現状MIDIとSMPTEに関しては一番安全な選択肢であり、入手も比較的容易である。
- C-Lab LOG3 - Logicのドングルとして販売されたが、NOTATORも起動可能。3ポートのMIDI OUTを持ち、NOTATOR/LOGICで使用可能。DMAポート使用。FALCON使用不可。
- C-Lab Combiner - シンセエディタ用ドングルポート拡張 NOTATOR/LOGIC専用。DMAポート使用。これとUNITOR-Nの組み合わせであれば、CUBASE/CUBASE AUDIOでも使用可能。FALCON不明。
- C-Lab Expander - 3OUT MIDIポート。RS232C使用、NOTATOR/CUBASE/CUBASE AUDIOで使用可能。LOG3がある場合には使えない。2,3ポート目は若干タイミングが悪い。1ポートのみなら簡単に自作可能。

以上全てST/STe/MEGA/MEGA STe/STACYで使用可。DMA接続のハードはST BOOKには専用変換ケーブルが必要であり、非常に入手困難である。
FALCON030 DSPポート接続用拡張ボード
- Steinberg Analog 8 - 8ch オーディオアウト。LOGIC AUDIO/CUBASE AUDIO等、マルチアウト可能なソフトは殆ど使用可能。
- Steinberg SPDI/F - 2ch SPDI/F I/O。LOGIC AUDIO/CUBASE AUDIO等、マルチアウト可能なソフトは殆ど使用可能。
- JAM 8/JAM 16 - 8ch/16ch オーディオI/O。キヤノン。

他にも同様のオーディオI/Oがいくつかあるが、Analog8やSPDI/Fと互換性があると考えられる。

## トリビア
- STの標準8x8ピクセルの文字画像（GEMとTOSのテキストモード用のROM内蔵メインフォント）は、数字、文字、シンボル、アクセント文字といった標準的な文字の最後に4つの特殊キャラクタを持っていた。これらを正方形に集めて、基本的だが認識可能なJ. R. "Bob" Dobbs（Church of the Subgeniusの創設者と言われている）の絵文字を構成できる。
- Jack Tramielはユダヤ人の子孫だったためSTのROM内蔵フォントにヘブライ文字を含めることを決めた。
- 漫画のキャラクターでありゴリラズというバンドのドラマーであるRussel Hobbesの部屋にはAtari STがあることがGorillazのウェブサイトで確認できる。
- ファットボーイ・スリムのアルバム"You've Come A Long Way, Baby"に付属したファットボーイスリムのスタジオの大きな折り込み写真にAtari STが写っている。
- 非常に評価の高いインテリジェント・ダンス・ミュージックのアーティストであるマイク・パラディナスとLuke VibertはAtari STで作曲を始めた。
- マイク・オールドフィールドのアルバム"Earth Moving"のスリーブにはAtari STとC-LabのMIDIソフトを使用して録音されたと記述されている。
- ジャン・ミッシェル・ジャールのパリ公演を収めたアルバム"Waiting for Cousteau"では、ミュージシャンがAtari STと何らかのMIDIソフトをキーボードに接続している様子をテレビにて確認できた。
- アンダーワールドの新宿リキッドルームにおける最初の日本公演ではステージ上にMega STが置かれシーケンサーとして使用されていた。
- 「テクノの神様」であるクラフトワークも一時期ATARIをメインのコンピュータにしており、アルバム「エレクトリック・カフェ」のシーケンスはATARIで組み上げたものである。
- デジタル・ハードコアの始祖であるドイツのバンド「アタリ・ティーンエイジ・ライオット」の名前の由来はAtari STである。